# Varietà algebrica
Una varietà algebrica è l'insieme degli zeri di una famiglia di polinomi, e costituisce l'oggetto principale di studio della geometria algebrica. Tramite il concetto di varietà algebrica è possibile costituire un legame tra l'algebra e la geometria, che permette di riformulare problemi geometrici in termini algebrici, e viceversa. Tale legame è basato principalmente sul fatto che un polinomio complesso in una variabile è completamente determinato dai suoi zeri: il teorema degli zeri di Hilbert permette infatti di stabilire una corrispondenza tra varietà algebriche e ideali di anelli di polinomi.

## Definizione
Le più semplici varietà algebriche da definire sono le varietà algebriche affini. Seguono le varietà algebriche proiettive e quasi proiettive. Infine, il più generale caso di varietà algebrica può essere definito come un opportuno incollamento di varietà quasi proiettive tra loro. 

### Varietà affini
Dato il campo algebricamente chiuso {\displaystyle K} e uno spazio affine {\displaystyle \mathbb {A} ^{n}} di dimensione {\displaystyle n} su {\displaystyle K}, i polinomi dell'anello {\displaystyle K[x_{1},x_{2},\ldots ,x_{n}]} sono funzioni a valori in {\displaystyle K} definite su {\displaystyle \mathbb {A} ^{n}}.
Presa una famiglia di polinomi {\displaystyle S\subseteq K[x_{1},x_{2},\ldots ,x_{n}]}, l'insieme dei punti di {\displaystyle \mathbb {A} ^{n}} per cui le funzioni di {\displaystyle S} sono tutte nulle
{\displaystyle Z(S)=\{x\in \mathbb {A} ^{n}\mid f(x)=0,\,\forall f\in S\}}
è detto insieme algebrico affine. Se {\displaystyle Z(S)} non può essere scritto come unione di due insiemi algebrici affini propri, ossia è irriducibile, è detto varietà affine.

#### Proprietà
- Sulle varietà affini è possibile definire una topologia naturale definendo come insiemi chiusi tutti gli insiemi algebrici (topologia di Zariski).
- Dato {\displaystyle V\subseteq \mathbb {A} ^{n}}, l'ideale {\displaystyle I(V)} è l'ideale formato da tutti i polinomi che si annullano su {\displaystyle V}:

{\displaystyle I(V)=\{f\in K[x_{1},x_{2},\cdots ,x_{n}]\mid f(x_{1},x_{2},\ldots ,x_{n})=0,\,\forall (x_{1},x_{2},\ldots ,x_{n})\in V\}}.
Si definisce anello delle coordinate {\displaystyle K[V]} di {\displaystyle V} l'anello quoziente {\displaystyle K[x_{1},x_{2},\cdots ,x_{n}]/I(V)}. Il grado di trascendenza del campo delle frazioni di {\displaystyle K[V]} su {\displaystyle K} è detto dimensione di {\displaystyle V}.
- Un insieme algebrico affine {\displaystyle V} è una varietà se e solo se {\displaystyle I(V)} è un ideale primo, ossia se e solo se l'anello delle coordinate di {\displaystyle V} è un dominio di integrità.
- Ogni insieme algebrico affine può essere scritto in maniera unica come unione di varietà algebriche.

### Varietà proiettive
È possibile modificare leggermente la definizione di varietà affine per estenderla al caso di uno spazio proiettivo {\displaystyle \mathbb {P} ^{n}} sul campo {\displaystyle K}: in questo caso si considera un insieme {\displaystyle S\subseteq K[x_{1},x_{2},\cdots ,x_{n}]}, formato da polinomi omogenei (ossia i cui monomi hanno tutti lo stesso grado). Con le medesime notazioni si ottengono allora le definizioni di insieme algebrico proiettivo, varietà proiettiva, topologia di Zariski e anello delle coordinate di una varietà.

### Varietà quasi proiettive
Una varietà quasi proiettiva è un aperto di Zariski di una varietà proiettiva. Ogni varietà affine è quasi proiettiva.

## Isomorfismi di varietà algebriche
Un isomorfismo tra due varietà algebriche {\displaystyle V_{1}} e {\displaystyle V_{2}} è un morfismo di varietà algebriche che è anche biiettivo e la cui funzione inversa è anch'essa un morfismo di varietà algebriche. La biiettività da sola non è sufficiente, infatti esistono morfismi biiettivi che non sono isomorfismi.
Due varietà algebriche {\displaystyle V_{1}} e {\displaystyle V_{2}} sono dette isomorfe se esiste un isomorfismo {\displaystyle \phi \colon V_{1}\to V_{2}} tra esse. Per indicare che {\displaystyle V_{1}} e {\displaystyle V_{2}} sono isomorfe si scrive {\displaystyle V_{1}\cong V_{2}}.
L'isomorfismo tra varietà algebriche è una relazione di equivalenza: tutte le varietà algebriche isomorfe tra di loro si possono considerare come equivalenti rispetto a molte caratteristiche e vengono raggruppate in un'unica classe di equivalenza detta varietà algebrica astratta.

## Varietà algebriche differenziabili
Se {\displaystyle K} è il campo dei numeri complessi, una varietà algebrica localmente isomorfa a {\displaystyle K^{m}} è dotata anche di una struttura di varietà differenziabile {\displaystyle m}-dimensionale; la varietà in questo caso è priva di punti singolari. Si dimostra anche che una varietà algebrica differenziabile è equivalente all'insieme degli zeri di una famiglia di funzioni algebriche analitiche.

## Generalizzazioni
La geometria algebrica moderna ha rivisto integralmente la definizione di varietà algebrica, rendendola considerevolmente più astratta, con l'obiettivo di estenderne l'uso oltre le limitazioni della teoria classica, ad esempio per poter definire varietà algebrica su campi non algebricamente chiusi.
Una varietà viene definita come uno schema, ossia uno spazio topologico dotato di un fascio di anelli locali, che hanno inoltre la proprietà di essere K-algebre finitamente generate. In tal modo ogni punto della varietà possiede un intorno dotato di una struttura di anello locale e isomorfo allo spettro di un anello; viene solitamente imposta la condizione che sia possibile ricoprire l'intera varietà con un numero finito di intorni.
Ulteriori estensioni si possono ottenere utilizzando fasci di anelli che non sono domini di integrità, oppure possiedono elementi nilpotenti.